# 언더시즈
《언더시즈》(영어: Under Siege)는 1992년에 개봉한 미국의 액션 스릴러 영화이다. 앤드루 데이비스가 연출하고, 스티븐 서갈, 토미 리 존스, 게리 뷰시, 에리카 얼레니액 등이 출연하였다. 이 영화는 패트릭 오닐이 마지막으로 출연한 극장용 영화이다.
1992년 10월 9일 미국에서 개봉하였으며, 제작비 3,000만 달러 대비 1억 5,660만 달러 흥행 수익을 달성하였다. 토미 리 존스와 게리 뷰시의 악한 연기가 평단으로부터 좋은 평가를 받았다. 1993년 제65회 아카데미상에서 음향상(도널드 O. 미첼, 프랭크 A. 몬타뇨, 릭 하트, 스콧 D. 스미스)과 음향 효과 편집상(존 러비크, 브루스 스탬블러) 후보에 올랐다.
1995년 속편 《언더시즈 2》가 개봉하였다.

## 줄거리
퇴역을 앞둔 전함 USS 미주리(BB-63)가 진주만에 도착한다. 최고하사관인 조리병 케이시 라이백은 지휘관 J. T. 애덤스 대령의 생일 축하 음식을 준비하던 중 조리장을 비우라는 지시를 받지만 이에 불복한다. 부함장 피터 크릴 중령은 라이백을 고기 저장고 안에 구금하고 이등병 내시를 감시자로 세워둔다. 곧 생일 축하 공연 록 밴드와 음식 제공 업체 직원들, 플레이보이 플레이메이트 조던 테이트가 헬리콥터를 타고 도착한다.
그러나 조던을 제외한 자들은 전부 전 중앙정보국(CIA) 첩보원 빌 스트래닉스가 이끄는 용병들이었고, 스트래닉스는 크릴의 조력을 받으며 배를 접수한다. 애덤스는 살해되고 선원들은 선실에 갇힌다. 스트래닉스 패거리는 배의 무기 체계를 장악하여 상황을 파악하러 온 제트기를 격추시키고, 베이츠 제독이 있는 펜타곤에 연락해 요구 사항을 전달한다. 스트래닉스는 배의 핵탄두 미사일 토마호크를 탈취해 미리 납치한 북한 잠수함에 옮겨 6개월 전 CIA가 자신을 암살하려고 시도했던 것에 복수할 생각이다.
이들이 계산하지 못한 것은 요리사 라이백이 윗선의 잘못으로 파나마 침공 작전이 실패하자 상관에게 주먹을 날렸다가 강등이 됐지만 실은 강도 높은 대테러 전술 훈련을 받은 전 네이비 실이라는 것이다.

## 출연진
- 스티븐 서갈 - 케이시 라이백 역
- 토미 리 존스 - 윌리엄 스트래닉스 역
- 게리 뷰시 - 피터 크릴 중령 역: 부함장.
- 에리카 얼레니액 - 조던 테이트 역
- 콜름 미니 - 도머 역
- 패트릭 오닐 - J. T. 애덤스 대령 역: 함장.
- 앤디 로마노 - 베이츠 제독 역: 합참 고위직.
- 데일 다이 - 닉 가자 대령 역
- 닉 맨쿠소 - 톰 브레이커 역: CIA 고위직.
- 데이미언 차파 - 태크먼 상병 역
- 톰 우드 - 내시 이등병 역
- 데니스 립스컴 - 트렌턴 국가 안보 보좌관 역
- 버니 케이시 - 해리스 중령 역
- 글렌 모샤워 - 테일러 소위 역
- 레이먼드 크루즈 - 라미레스 역
- 조지 청 - 커 역
- 케인 호더 - 스트래닉스 특공대원 역

## 우리말 녹음
| KBS 성우진 (1995년 9월 8일) - 신성호 - 케이시 라이백(스티븐 서갈) - 설영범 - 윌리엄 스트래닉스(토미 리 존스) - 김준 - 피터 크릴 부함장(게리 뷰시) - 정경애 - 조던 테이트(에리카 얼레니액) - 최흘 - 베이츠 합참 고위직(앤디 로마노) - 유강진 - 톰 브레이커 CIA 고위직(닉 맨쿠소) - 김민규 - 김태연 - 김환진 - 윤기황 - 이호인 - 이재용 - 김일 - 한호웅 | SBS 성우진 (2001년 9월 9일) - 신성호 - 케이시 라이백(스티븐 서갈) - 유강진 - 윌리엄 스트래닉스(토미 리 존스) / 대통령 - 양지운 - 피터 크릴 부함장(게리 뷰시) - 이선호 - 조던 테이트(에리카 얼레니액) - 탁원제 - J. T. 애덤스 함장(패트릭 오닐) / 베이츠 합참 고위직(앤디 로마노) - 김태웅 - 톰 브레이커 CIA 고위직(닉 맨쿠소) / 라미레스(레이먼드 크루즈) - 홍승섭 - 닉 가자 대령(데일 다이) / F-18 조종사(브루스 보지) - 황윤걸 - 도머(콜름 미니) - 오인성 - 테일러 소위(글렌 모샤워) / 그레인저(트로이 에번스) / 트렌턴 국가 안보 보좌관(데니스 립스컴) - 성창수 - 플리커(데이비드 맥나이트) - 김익태 - 피트 박사(리처드 존스) - 박상훈 - 태크먼(데이미언 차파) - 한호웅 - 케이츠, 빌리의 부하(크레이그 던) - 이주원 - 빌리의 부하(조지 청) |  |